# Hermannsdenkmal

Das Hermannsdenkmal im Teutoburger Wald (2015)

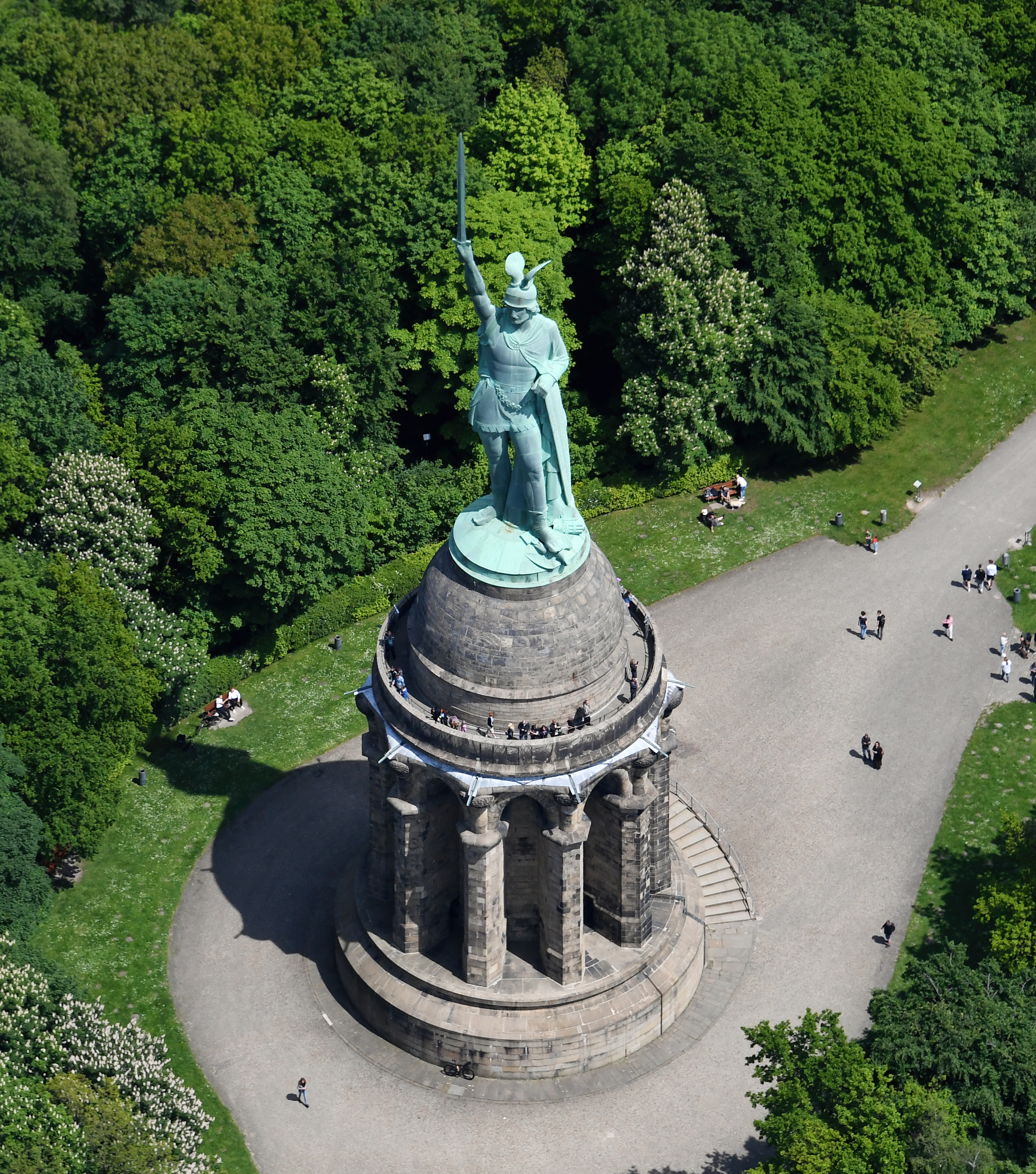
Das Hermannsdenkmal aus der Luft gesehen

Das Hermannsdenkmal ist eine Kolossalstatue in der Nähe des Ortsteils Hiddesen auf dem Gebiet der Stadt Detmold in Nordrhein-Westfalen im südlichen Teutoburger Wald. Es wurde zwischen 1838 und 1875 nach Entwürfen von Ernst von Bandel erbaut und am 16. August 1875 eingeweiht.
Das Denkmal soll an den Cheruskerfürsten Arminius erinnern, insbesondere an die sogenannte Schlacht im Teutoburger Wald, in der germanische Stämme unter seiner Führung den drei römischen Legionen XVII, XVIII und XIX unter Publius Quinctilius Varus im Jahre 9 eine entscheidende Niederlage beibrachten.
Mit einer Figurhöhe von 26,57 Metern und einer Gesamthöhe von 53,46 Metern ist es die höchste Statue Deutschlands und war von 1875 bis zur Erbauung der Freiheitsstatue 1886 die höchste Statue der westlichen Welt.
Seit 1985 steht sie unter Denkmalschutz.

## Historischer Hintergrund
Der Bau ist vor dem Hintergrund der deutsch-politischen Situation des 19. Jahrhunderts zu sehen, als nach jahrhundertealten Konflikten der Begriff „Deutsch-französische Erbfeindschaft“ geprägt wurde. Nach den Niederlagen in den Napoleonischen Kriegen und durch die politische Zersplitterung Deutschlands begann die geistige Elite zunehmend eine nationale Identität in der germanischen Vergangenheit zu suchen. Mit der zeitgenössischen Wertung Arminius’ als eines ersten Einigers der „deutschen“ (eigentlich „germanischen“) Stämme bot sich diese Figur an, zumal die Arminius-Figur seit der Wiederentdeckung römischer Historiker durch den Humanismus im 16. Jahrhundert im deutschen Sprachraum bekannt war.

### Nationaldenkmäler im 19. Jahrhundert

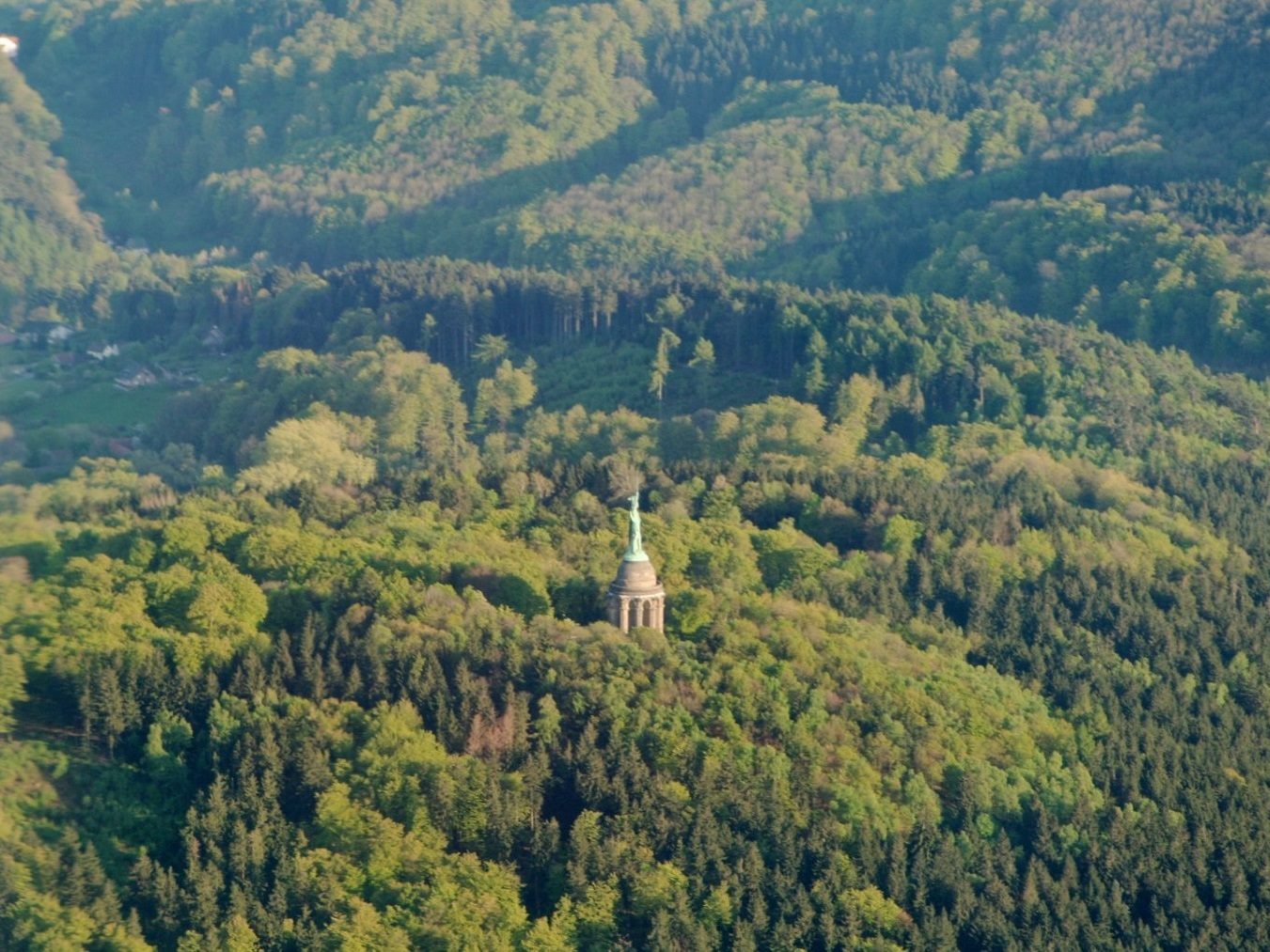
Der Berg Grotenburg im Teutoburger Wald

Die Errichtung nationaler Denkmäler wie der Walhalla (initiiert 1807, beginnend mit Hermann) in der Nähe von Regensburg oder ab 1877 des die Germania darstellenden Niederwalddenkmals bei Rüdesheim am Rhein, die zwar meist klassizistischen Stiles waren, jedoch nationalromantische Themen aufgriffen, ist ebenfalls ein Resultat dieser Identitätsbekräftigung.

### Andere Planungen und Entwürfe
Vor allem aufgrund des Erfolgs Friedrich Gottlieb Klopstocks Hermannsdramen gab es bereits im 18. Jahrhundert verschiedene Pläne, Denkmäler für Arminius zu schaffen. Nach dem Ende der Befreiungskriege gegen die napoleonische Herrschaft wurden diese wieder populärer. Bereits 1813 und 1814 trat beispielsweise Karl Friedrich Schinkel mit einem Denkmalsentwurf an die Öffentlichkeit. Kurz vor dem Baubeginn des Hermannsdenkmals reichte dieser 1839 gemeinsam mit Christian Daniel Rauch einen Konkurrenzentwurf ein, der allerdings von den meisten geldgebenden Hermannsdenkmalsvereinen abgelehnt wurde.

## Standort
Das Hermannsdenkmal steht in der Großer Hünenring genannten Ringwallanlage auf der stark bewaldeten, 386 Meter hohen Grotenburg, rund viereinhalb Kilometer südwestlich der Detmolder Innenstadt.
Der Erbauer Ernst von Bandel ging nach damaliger Forschungslage noch davon aus, dass die Varusschlacht im Teutoburger Wald stattgefunden hatte. Die Wahl auf die Grotenburg fiel allerdings aus praktisch-ästhetischen Erwägungen. Der lippische Fürst wollte den Bauplatz nur unter der Bedingung zur Verfügung stellen, dass das Denkmal auf der Berghöhe errichtet würde, da es von dort aus weithin über Lippe sichtbar wäre. Mittlerweile ordnen die meisten archäologischen Fachwissenschaftler die Fundregion Kalkriese in Niedersachsen als wahrscheinlichsten Ort der Schlacht ein.

## Baugeschichte

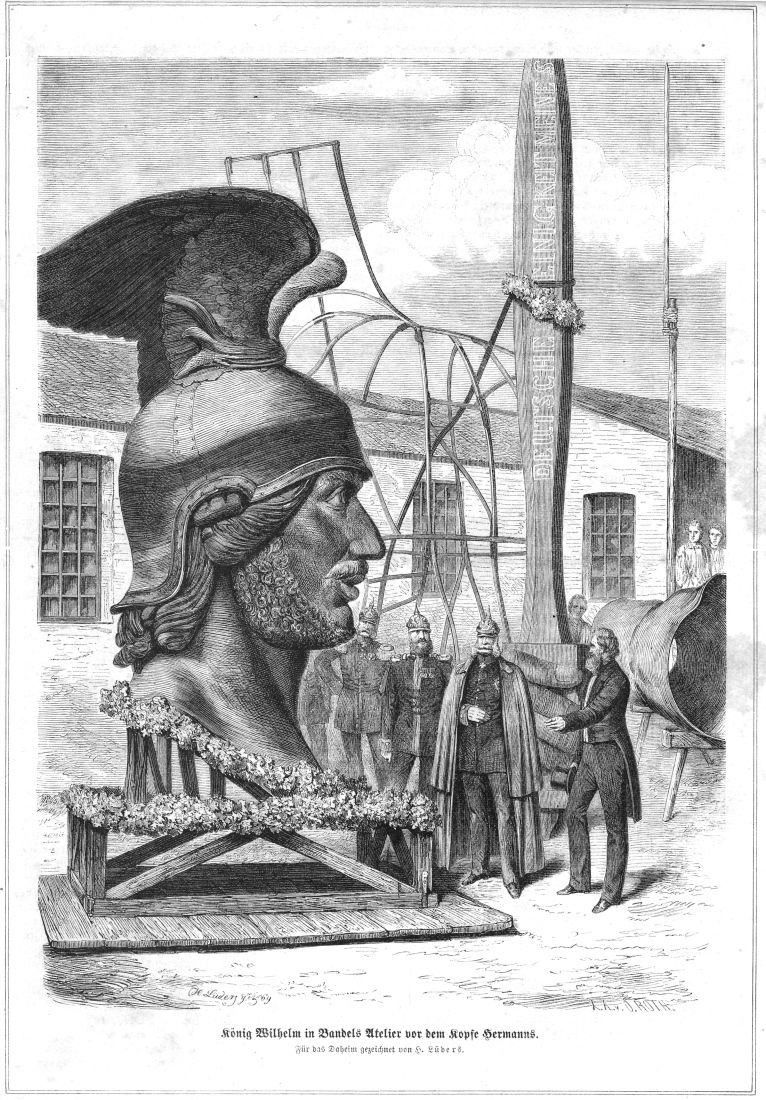
König Wilhelm und Ernst von Bandel mit dem Kopf des Hermannsdenkmals in seiner Werkstatt in Hannover im Jahr 1869

Erste Skizzen des Erbauers Ernst von Bandel datieren auf das Jahr 1819. Mit dem Bau wurde 1838 begonnen. Schon vor Baubeginn, aber auch infolge des Baus entstanden überall in Deutschland Vereine, die erfolgreich Gelder für das Denkmal sammelten. So berichtet etwa Heinrich Heine 1843 und 1844: „… zu Detmold ein Monument gesetzt; hab selber subskribieret.“ Die Baukosten wurden auf 20.000 Rthlr. geschätzt.
Die Erdarbeiten hatten Ende August 1838 bereits begonnen. Der Grundstein wurde am 8. September 1841 gelegt. Der Ablauf der Feierlichkeiten war in einem Programm festgelegt worden:

„Der Verein für das Armins-Denkmal zu Detmold versammelt sich um 9 Uhr Morgens unter einem Zelte auf dem grünen Platze vor dem Denkmale. Hier sind auf einem Tische die Einlagen in den Grundstein ausgestellt. Vor dem Zelte ist die Fahne des Denkmals aufgepflanzt. Die bei dem Denkmale angestellten Arbeiter stellen sich in Spalier mit ihren blankgeputzten Arbeitsgeräthen auf dem Wege von dem grünen Platze bis zum Denkmale auf. Die Liedertafeln ordnen sich um das Denkmal in der Nähe des Grundsteingewölbes. Der Platz auf dem Sockel des Denkmals bleibt für die Frauen vorbehalten. […] Am Grundsteingewölbe wird die Versammlung von einem Mitgliede des Vereins angeredet und mit den Einlagen in den Grundstein bekannt gemacht. Die Einlagen werden unter den üblichen Förmlichkeiten in das Grundsleingewölbe eingesenkt. Die Liedertafeln stimmen unter Begleitung der Musik das Lied an: ‚Was ist des teutschen Vaterland.‘“

1846 wurde der Sockel des Denkmals fertiggestellt. In der Reaktionsphase nach der Revolution von 1848 ruhte der Bau bis 1863. Es fehlte in dieser Zeit sowohl das finanzielle als auch das politische Interesse, den Bau weiterzuführen. Diesen Zustand reflektiert die letzte Strophe von Joseph Victor von Scheffels Als die Römer frech geworden (1849).
Erst mit dem Besuch des preußischen Königs im Juni 1869 am Bauplatz und nachfolgend mit der Gründung des Deutschen Reiches nach dem Deutsch-Französischen Krieg (1870–1871) wurde das Denkmalsprojekt wieder populär. Der Reichstag bewilligte 10.000 Thaler für den Weiterbau, Wilhelm I. spendete die gleiche Summe. Der größte Betrag von 37.500 Thalern kam jedoch von privater Seite durch Spenden der Bevölkerung; weitere 1.082 Thaler gab Franz Joseph I., andere deutsche Fürstenhäuser überwiesen 13.500 Thaler und aus dem Ausland trafen 1.500 Thaler ein. Der Kostenaufwand belief sich insgesamt auf 90.000 Thaler. Ernst von Bandel hatte von Beginn an auf ein Künstlerhonorar verzichtet und investierte für die Umsetzung sein gesamtes Privatvermögen. Damit kostete das Denkmal nur die Hälfte etwa der Bavaria.
Die Entstehung des Denkmals ist nicht von seinem Erbauer, dem Bildhauer Ernst von Bandel zu trennen. Dieser widmete sich zeitlebens dem Denkmalprojekt und versuchte insbesondere in der Zeit der Bauunterbrechung weitere finanzielle Unterstützung für die Vollendung zu finden. Während der Arbeiten lebte Bandel zeitweise in einem unterhalb des Denkmals errichteten Blockhaus, der Bandel-Hütte. Bandel konnte die feierliche Einweihung im Jahr 1875 noch erleben; er starb 1876. Die Bandel-Hütte wurde am Morgen des 28. Dezember 2021 durch ein Feuer zerstört.

## Erscheinungsbild

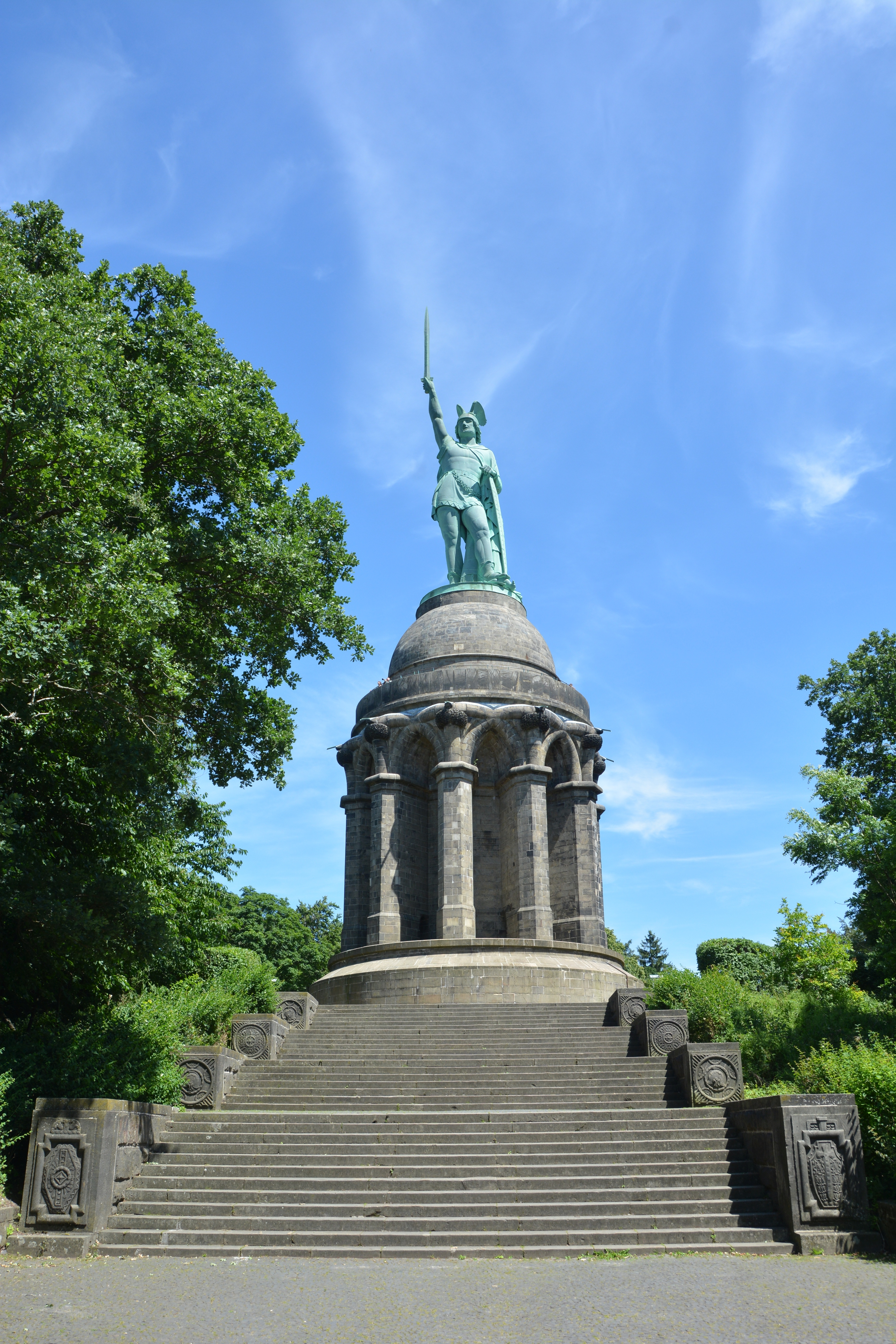
Aufgang von der westlichen Aussichtsplattform zum Hermannsdenkmal

### Der Unterbau
Es handelt sich bei dem Denkmal um eine Kombination von Bau- und Figurendenkmal. Der Unterbau des Hermannsdenkmals hat einen runden Grundriss, ist 26,89 m hoch und besteht aus roh behauenem Osning-Sandstein. Auf dem 2,20 m hohen Sockel schließen sich zurückgesetzt zehn Pfeiler (genauer Pfeilervorlagen) und zehn Nischen an. Diese bilden die sogenannte „Ruhmeshalle“, in der das Gedenken berühmter Deutscher angedacht war. Dieser Teil blieb jedoch unvollendet, weist also entgegen der ursprünglichen Planung keine entsprechenden Verweise auf deutsche Persönlichkeiten auf. Die Schäfte der Pfeiler haben eine hexagonale Form. Die Dienste der Kapitelle bilden Spitzbögen zum jeweils nächsten Pfeiler und Rundbögen zum übernächsten Pfeiler (Stilmix Gotik und Romanik). Über den Kapitellen schließt sich der rippenwulstartige Besucherumlauf an. Darüber befindet sich eine Rundkuppel als typisches Moment der Herrscherrepräsentation und auf einem weiteren kleinen Sockel die Figur des Hermann. Für den Bau des Sockels wurden auch Steine der Grotenburg verwendet, so dass die prähistorische Fliehburganlage durch den Denkmalsbau weitgehend zerstört wurde.

### Die Figur
Die Figur orientiert sich mit ihren stämmigen Beinen an einem Kavalleristen. Ihre Höhe beträgt 26,57 m. Sie besteht aus einer bis tief im Sockel verankerten Eisenrohrkonstruktion, die Oberfläche aus durch Vernietung fixierten Kupferplatten. Die Idee dieser Konstruktion geht auf Roderich von Bandel, den Sohn des Erbauers, zurück. Die Figur wiegt mitsamt der Standplatte, auf der sie befestigt ist, 42,80 t. Zu sehen ist eine überlebensgroße Figur mit antikisierender Rüstung und Flügelhelm. Ihr Gesicht weist Ähnlichkeit mit dem Gesicht von Roderich von Bandel auf. Der rechte Arm ist emporgestreckt und hält ein Schwert, das 7 m misst und etwa 550 kg wiegt und von der Familie Krupp gespendet worden ist. Der Schwertarm ist in Richtung Westen gestreckt; dies wird je nach Standpunkt als ein offensives oder defensives Mahnen in Richtung Frankreich interpretiert. Der Politikwissenschaftler Herfried Münkler meint, dass die Figur die Haltung des „siegreichen Herrschers, nicht die des Kämpfers“ einnehme. Der linke Arm ist auf einen bauchhohen Schild gelehnt. Unter dem linken, leicht angewinkelten Bein liegen ein Adler (Aquila) und ein Liktorenbündel (Fasces). Die Informationen über die Kleidung des Hermann dürfte von Bandel den Werken des Tacitus entnommen haben. Auffällig ist, dass keine Stammeszeichen oder Ähnliches an der Statue angebracht wurden.

### Inschriften
Das Schwert trägt die Inschrift:
| Vorderseite | DEUTSCHE:EINIGKEIT:MEINE:STAERKE |
| Rückseite   | MEINE:STAERKE:DEUTSCHLANDS:MACHT |

Auf dem Schild steht:
In den Nischen des Denkmals wurden nach der Reichsgründung von 1870/71 Sprüche eingefügt. Ein Bronzerelief stellt das Konterfei des ersten deutschen Kaisers dar. Wilhelm I. wird in der Inschrift darunter als ideeller Nachfolger von Arminius verherrlicht. Wortwörtlich heißt es:
Laut Münkler sei diese „Mythenkopplung“ zwischen dem Cherusker und Wilhelm sorgsam gewählt worden, um eine Umdeutung des antiimperialen Rebellen Arminius im Sinne des Deutschen Kaiserreiches vornehmen zu können. Schließlich sei Arminius „eher für Zeiten der Unterlegenheit als solche stolzen Selbstbewusstseins geeignet“ gewesen. Arminius wurde durch die Inschrift daher zu dem frühen Wegbereiter einer nationalen Einheit Deutschlands stilisiert, die Kaiser Wilhelm vollendet habe.
In weiteren Inschriften heißt es:
| Am 17. Juli 1870 erklaerte Frank- reichs Kaiser Louis Napoleon Preuszen Krieg, da erstunden alle mit Preuszen verbündeten deutschen Volksstaemme und züchtigten vom August 1870 bis Januar 1871 im[m]er siegreich franzoesischen Uibermuth unter Führung des Koenigs Wilhelm von Preuszen den am 18. Januar 1871 Deutsches Volk zu seinem Kaiser erhob. | Nur weil deutsches Volk verwelscht und durch Uneinigkeit machtlos geworden, kon[n]te Napoleon Bonapar te, Kaiser der Franzosen, mit Hilfe Deutscher Deutschland unterjo chen; da endlich 1813 scha[a]rten sich um das von Preuszen erhobene Schwert alle deutschen Staem[m]e ihrem Vaterlande aus Schmach die Freiheit erkaempfend. Leipzig, 18. October 1813 – Paris, 31. Maerz 1814 Waterloo, 18. Juni 1815 – Paris, 5. Juli 1815. | Arminius liberator haud dubie Germaniae et qui non primordia populi romani, sicut alii reges ducesque, sed flo rentissimum imperium lacessie rit: proeliis ambiguus, bello non victus.Armin, ohne Zweifel Deutschlands Befreier, der das römische Volk nicht in seinen Anfängen bedrängt hat wie andere Köni- ge und Heerführer, sondern in der höchsten Blüte seiner Herrschaft: In Schlachten mit schwankendem Erfolge, im Kriege nicht besiegt. |
| - Inschrift - Inschrift - Inschrift | | |

## Daten und Fakten

### Gewichte der einzelnen Elemente
- Standbild: 42.800 kg
- Schild: 1.150 kg
- Schwert: 550 kg

### Abmessungen
- Höhe des Denkmals: 53,46 m
  - Größe des Unterbaus: 19,86 m
  - Größe der Kuppel: 7,03 m
  - Größe der Figur:  26,57 m
    - Länge des Schwertes: 7,00 m
    - Höhe des Schildes: 10,00 m[14]

## Denkmallandschaft auf der Grotenburg
In der Nähe des Hermannsdenkmals befindet sich auch ein 1895 errichteter Bismarckstein und ein Gedenkstein für die 1882 auf der Grotenburg erfolgte Gründung des deutschen CVJM-Nationalverbandes. An der Stelle, wo bei der Einweihungsfeier von 1875 Kaiser Wilhelm I. saß, ist ebenfalls eine Erinnerungstafel angebracht. 1950 wurde vom Ostwestfälisch-Lippischen Friedensring eine Tafel mit der Inschrift „Deutsche Frauen und Männer bekennen sich anlässlich des 75-jährigen Bestehens des Hermannsdenkmals einmütig zur Einigung der Völker durch den Frieden“ auf einem Findling direkt neben dem Denkmal angebracht.

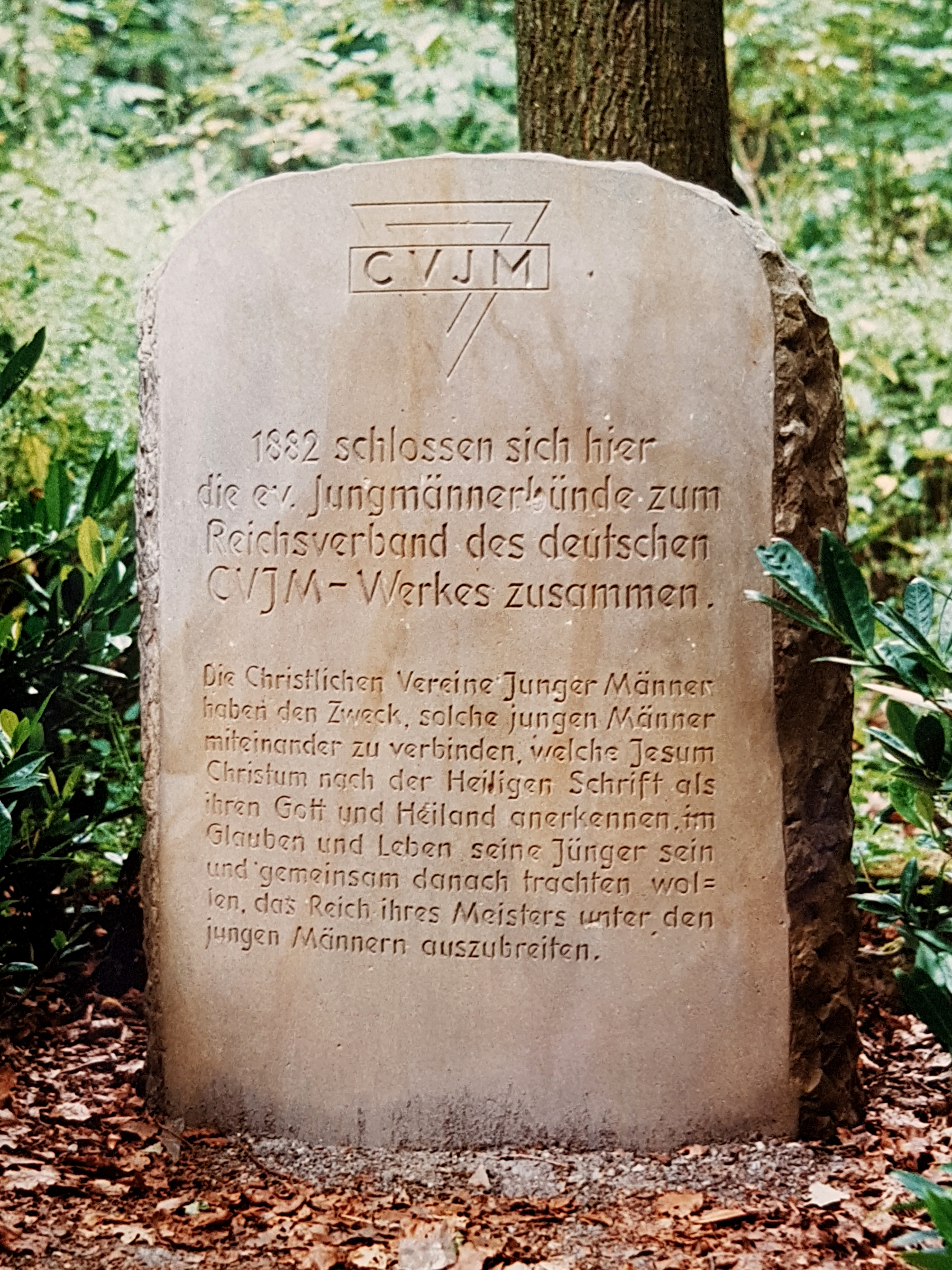
Gedenkstein Gründung des deutschen CVJM-Nationalverbandes 1882
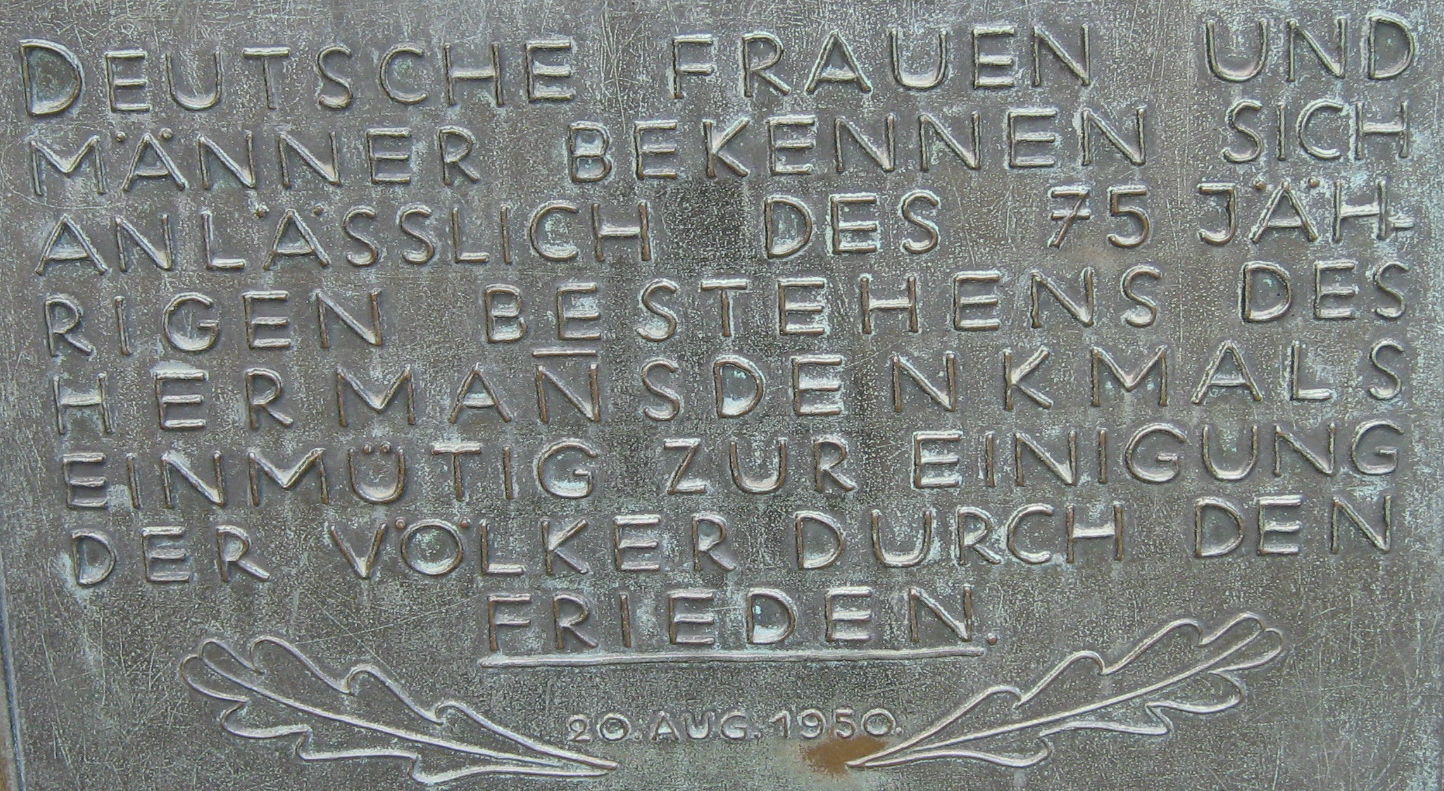
Tafel des Ostwestfälisch-Lippischen Friedensrings

## Rezeptionsgeschichte
Kurz nach dem Baubeginn des Hermannsdenkmals erschien 1844 Heinrich Heines Werk Deutschland. Ein Wintermärchen, in dem sich folgende Aussage findet:
„Wenn Hermann nicht die Schlacht gewann / mit seinen blonden Horden / so gäb’ es die deutsche Freiheit nicht mehr / wir wären römisch geworden!“

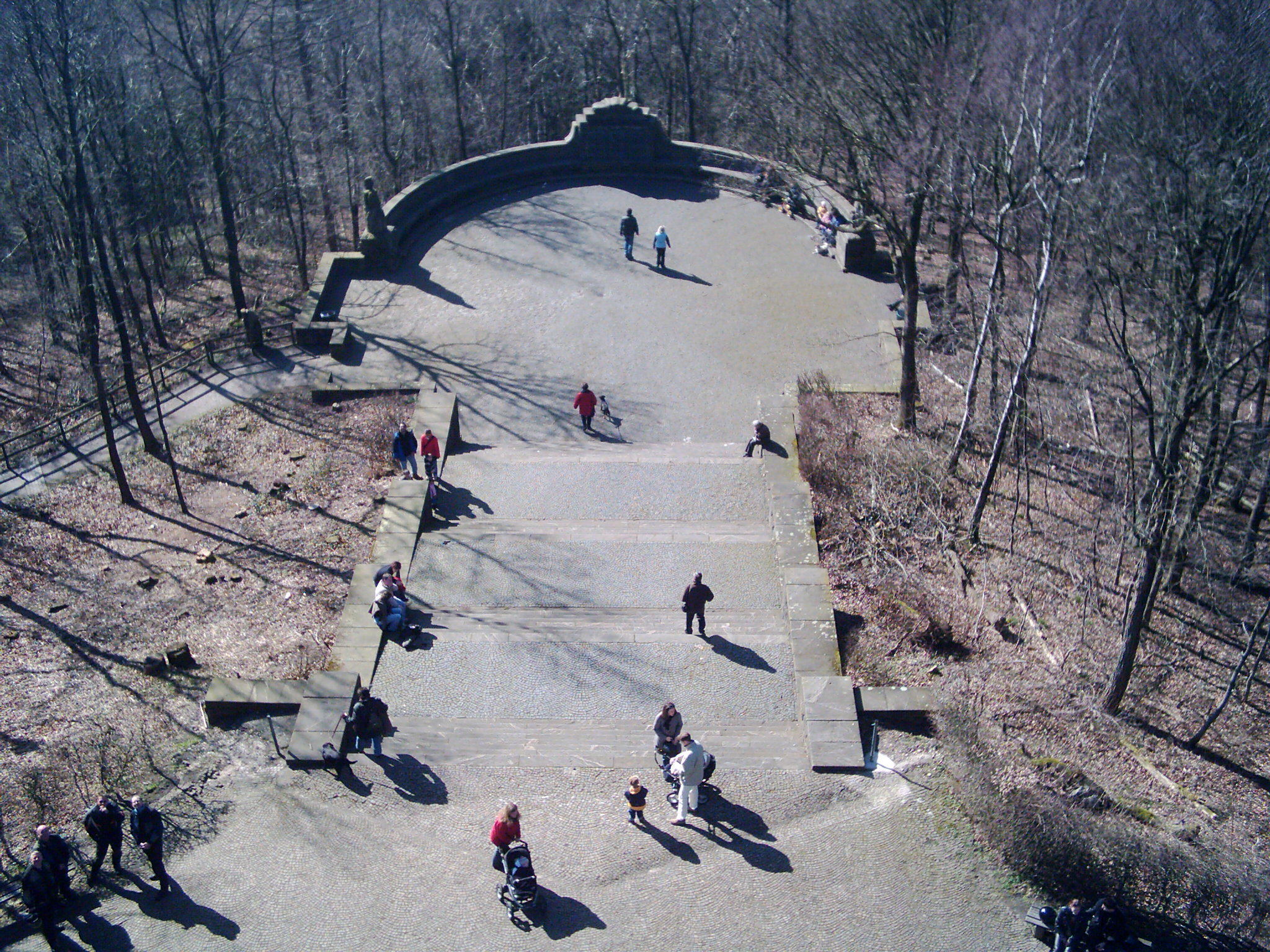
Die westliche Aussichtsplattform unterhalb des Denkmals

In den folgenden Strophen des Caput 11 des satirischen Versepos zeichnet Heine die Karikatur eines "römisch gewordenen" Deutschland, indem er einige Zeitgenossen wie den Theologen August Neander, die Dramatikerin Charlotte Birch-Pfeiffer, den Dichter Ferdinand Freiligrath, den Historiker Friedrich von Raumer oder die Turnpädagogen Ludwig Jahn und Hans Ferdinand Maßmann in altrömischer Verkleidung oder mit römischen Namen präsentiert. Dank Hermann, so schließt er das Kapitel, sei uns Deutschen die Verwandlung erspart geblieben:
„Der Raumer blieb ein deutscher Lump / In unserm deutschen Norden, / In Reimen dichtet Freiligrath, / Ist kein Horaz geworden.”
In der letzten Strophe bezieht er sich ausdrücklich auf das Denkmal, für dessen Bau er Geld gespendet habe:
„O Hermann, dir verdanken wir das! / Drum wird dir, wie sich gebühret, / Zu Detmold ein Monument gesetzt; / Hab selber subskribieret.“
Im Laufe der Geschichte wurde das Hermannsdenkmal von verschiedenen Persönlichkeiten unterschiedlich wahrgenommen und interpretiert. So bezeichnete der Erbauer Ernst von Bandel es als „ein Mahnmal auf die deutsche Einheit“; für den Germanisten Hans Ferdinand Maßmann war es sogar ein „Mahnmal auf die friedlich vereinte Menschheit“. Gleichzeitig wurde das Hermannsdenkmal von anderer Seite als eine „Waffe im Kulturkampf“ oder wiederum als „ein Fanal des Liberalismus und der demokratischen Bewegung“ gesehen. Bei der Feier zur Grundsteinlegung im Jahr 1841 sprachen die Festredner davon, dass Arminius „den Unterschied zwischen Herren und Sklaven, zwischen Bürger und Fremdling“ getilgt und auch die „übrigen Völker der Erde“ freigemacht habe. Hier ist das Denkmal somit nicht nur als Aufruf zur Einigung des deutschen Volkes (nicht der deutschen Fürsten!), sondern auch als Freiheitssymbol für alle Völker zu verstehen. Dieser national-liberale Rezeptionsstrang verlor jedoch im Laufe der Geschichte vor allem mit der Reichsgründung und Kaiserproklamation 1871 seine Bedeutung. Fortan „wurden die vielfältigen ideologischen Aussagen des Hermannsdenkmals auf die eines wilhelminischen Siegeszeichens eingeschränkt“. Somit wurde das Hermannsdenkmal als deutsches Nationaldenkmal aufgefasst und diente zur Glorifizierung der Gründung des deutschen Kaiserreiches sowie des Sieges über Frankreich im Deutsch-Französischen-Krieg 1870/71. Davon und von der Inszenierung Kaiser Wilhelm I. in der Tradition des Arminius zeugen die oben aufgeführten Inschriften. Interessant ist auch die Verengung der ursprünglich großdeutschen Intention der Hermannsdenkmalbewegung zu einer explizit kleindeutschen, die sich vor allem in der Einweihungsfeier ausdrückte.

### Hermann vs. Vercingetorix

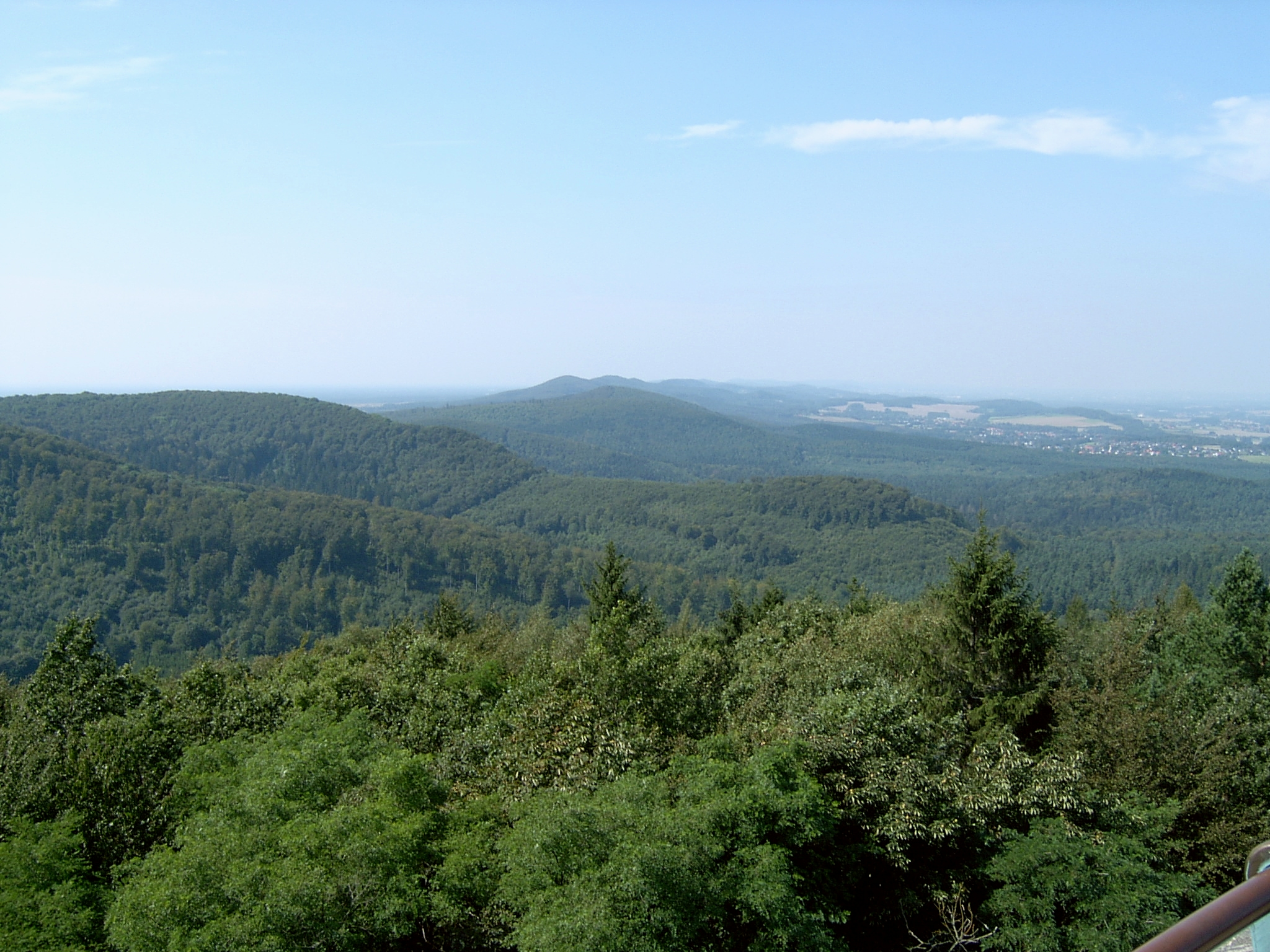
Blick vom Hermannsdenkmal in Richtung Nordwesten über den Teutoburger Wald

Da die „Wiederentdeckung“ des Arminius Anfang des 19. Jahrhunderts als „Gründer der deutschen Nation“ in der deutschen Literatur im Kontext der Befreiungskriege gegen die napoleonische Herrschaft stand, hatte das Denkmal immer auch eine anti-französische Attitüde, die sich u. a. in den Nischensprüchen und der Wendung der Figur gen Westen (s. o.) ausdrückt. Deswegen kann man das Hermannsdenkmal auch im Zusammenhang mit den Vercingetorixdenkmälern in Frankreich sehen. Pläne zu einem Hermannsdenkmal wurden schon vor der Grundsteinlegung 1838 auch in der französischen Presse diskutiert. Es heißt, dass die etwa im selben Zeitraum erfolgte „Wiederentdeckung“ von Vercingetorix in Frankreich als Reaktion auf die Mythifizierung des Arminius in Deutschland nach 1813 und 1814 einsetzte. Napoleon III. stiftete 1865 das erste Vercingetorixdenkmal, das in Form und Inhalt dem Arminius ähnelt. Allerdings wurde Vercingetorix in Frankreich lange Zeit nicht wie Arminius als Nationalheld vereinnahmt.
Nach der deutschen Reichsgründung 1871 bekamen beide Figuren eine mehr und mehr aggressive Note. In ihnen vereinten sich die für jedes Land jeweils typischen Tugenden, während dem anderen diese gleichzeitig abgesprochen wurden (Held versus Krimineller).
Erst 1871, nach der französischen Niederlage im Deutsch-Französischen Krieg, wurde die Gestalt des Vercingetorix ebenfalls zum „Gründer der Nation“ und in Abgrenzung zu Deutschland hochstilisiert. Während das Hermannsdenkmal jedoch den Sieg als dreifache Wiederholung der Deutschen über ihre Feinde verkörpert (Varusschlacht im Jahr 9, Befreiungskriege 1813/15, 1870/71), verdeutlicht Vercingetorix die Niederlage gegen die Römer (52 v. Chr.); wesentliches Element der französischen Sinnstiftung ist aber ebenfalls der Kampf gegen einen Feind, der erstmals als eine Nation geführt wurde. Mit der Niederlage jedoch hielt – aus Sicht vieler Franzosen – die Zivilisation in Frankreich Einzug, während Arminius und die Germanen im Barbarentum verblieben. Aus Sicht vieler Deutschen entstand jedoch mit der erfolgreichen Verteidigung der germanischen Kultur eine Kontinuität, die Deutschland im 19. Jahrhundert als Kulturnation, Frankreich aber als Staatsnation auftreten ließ.

### 19. Jahrhundert

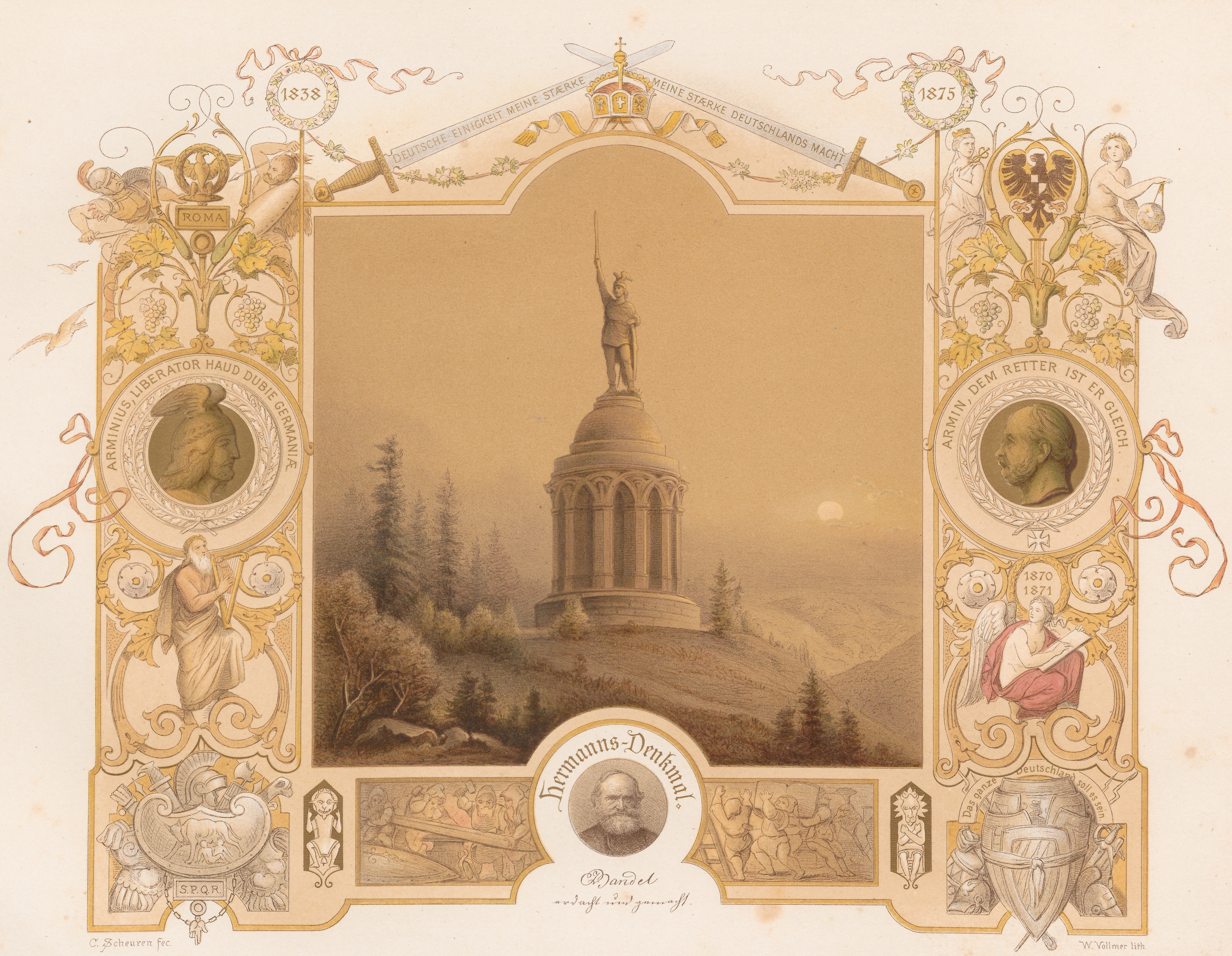
Hermanns-Denkmal, Illustration von Caspar Scheuren, 1875

Im Kulturkampf war das Hermannsdenkmal ein beliebtes Symbol, um unter dem Motto „Gegen Rom!“ gegen den ultramontanen Katholizismus vorzugehen. Zur 1900-Jahr-Feier der Varusschlacht überwogen SPD-feindliche Stimmen. War das Denkmal also ursprünglich als Mahnmal für die deutsche Einheit projektiert gewesen, entwickelte sich der Ort immer mehr zu einem Symbol der Ausgrenzung vermeintlicher „Reichsfeinde“.
Im Laufe der Phase bis 1918 wurde das Denkmal zudem immer stärker in seiner Symbolik von der politischen Rechten besetzt. 1893 tagten am Denkmal Vertreter von Antisemitenparteien, auch völkische Gruppierungen entdeckten das „germanische“ Denkmal für sich.

### 20. und 21. Jahrhundert
Im Ersten Weltkrieg war das Denkmal ein beliebtes Motiv, um wieder gegen den „Erzfeind“ Frankreich und nach dem italienischen Kriegseintritt gegen die „verräterischen Römer“ vorzugehen.
In der Zeit der Weimarer Republik versammelten sich fast monatlich Verbände aus dem rechtsextremistischen Spektrum auf der Grotenburg. Darunter waren Vertreter der Völkischen Bewegung, der DNVP, der frühen NSDAP und des Jungdeutschen Ordens. Allerdings versuchten die demokratischen Parteien wie SPD, DDP und Zentrum der rechtsradikalen Besetzung des Hermannsdenkmals entgegenzuarbeiten und mit der Entstehungsgeschichte des Denkmals an demokratische Werte wie Einheit und Freiheit zu appellieren. Obwohl das Denkmal im lippischen Landtagswahlkampf von 1933 als Wahlkampfmotiv der NSDAP eine große Rolle gespielt hatte, lehnte es der Propagandaminister Goebbels in der NS-Zeit ab, dem Denkmal den Status einer „nationalen Wallfahrtsstätte“ zu verleihen.
Nach dem Zweiten Weltkrieg tat man sich im Umgang mit dem Denkmal schwer. Eine Entfernung der Nischensprüche wurde diskutiert, aber schließlich abgelehnt. Bis Anfang der 1960er Jahre versammelte sich die FDP zum Gedenktag des Volksaufstands in der DDR zur Mahnung an Einheit und Freiheit am Denkmal. Selbst der DDR- beziehungsweise KPD-nahe Bund der Deutschen warb in den 1950er Jahren mit dem Denkmalsmotiv, um für den Abzug der westlichen Besatzungsmächte und eine Einigung unter östlichem Vorbild zu plädieren. Seit den 1970er Jahren spielt das Denkmal zumeist nur noch für kleine rechtsradikale Splittergruppen eine gewisse propagandistische Rolle.
Heute soll das Denkmal im Sinne des Lippischen Landesverbands als „Mahnmal für den Frieden“ fungieren. Die 125-Jahr-Feier im Jahr 2000 war von politischen Untertönen weitestgehend frei. Fasst man die politische Symbolik des Denkmals zusammen, bot das Hermannsdenkmal in seiner Geschichte also ein breites Interpretationsspektrum: Vom aggressiv antifranzösischen, nationalistischen Symbol über die Ausgrenzung deutscher Katholiken, Juden und Sozialdemokraten bis zu einem Ort des friedlichen Appells an die Einheit Deutschlands und der Freiheit aller Nationen.
Am 2. Juli 2012 wurde das Blitzstrom-Messsystem LM-S am Hermannsdenkmal installiert. Mit den Messungen sollen die Blitzforschungen vorangetrieben werden.
Für den Tag des offenen Denkmals wurde das Hermannsdenkmal erstmals in seiner Geschichte im September 2016 gereinigt. Dazu wurde das Denkmal bereits im Oktober des Vorjahres testweise in geringem Umfang gereinigt, um sicherzustellen, dass es bei dem Verfahren zu keinerlei Beschädigungen kommt. Die Kosten für die Reinigung übernahm ein Sponsor.

## Tourismus

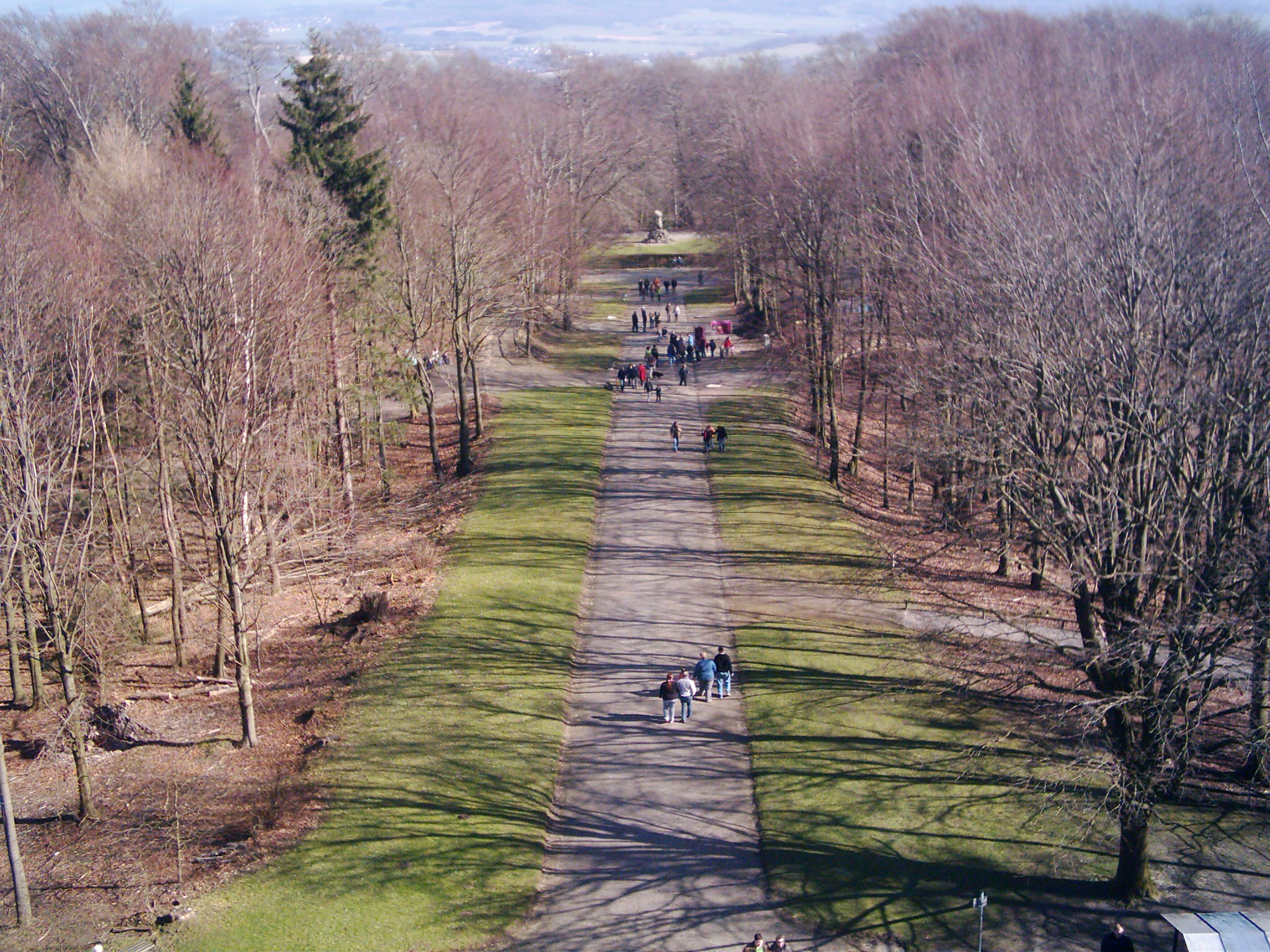
Blick vom Hermannsdenkmal in östliche Richtung

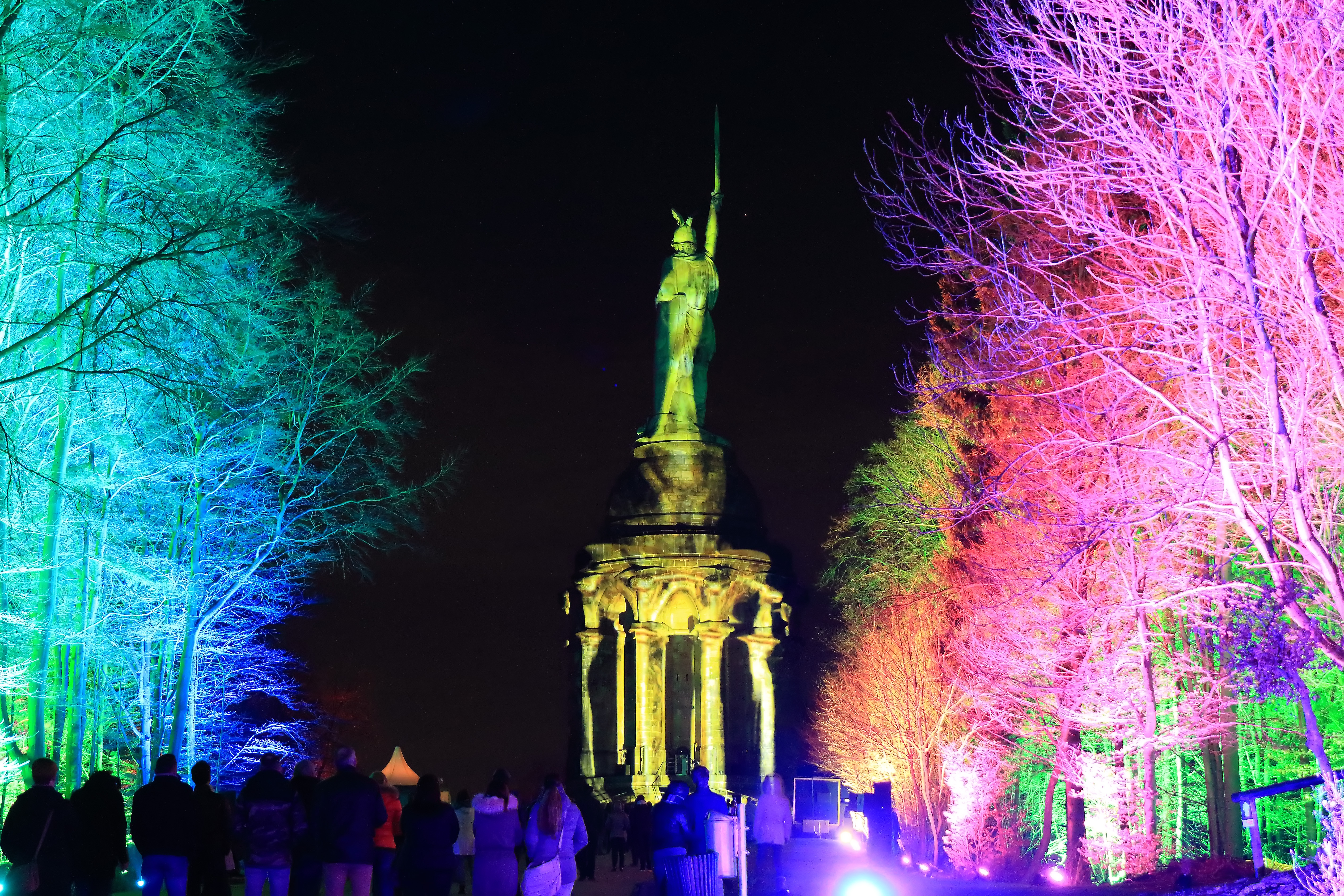
„Hermann Leuchtet“

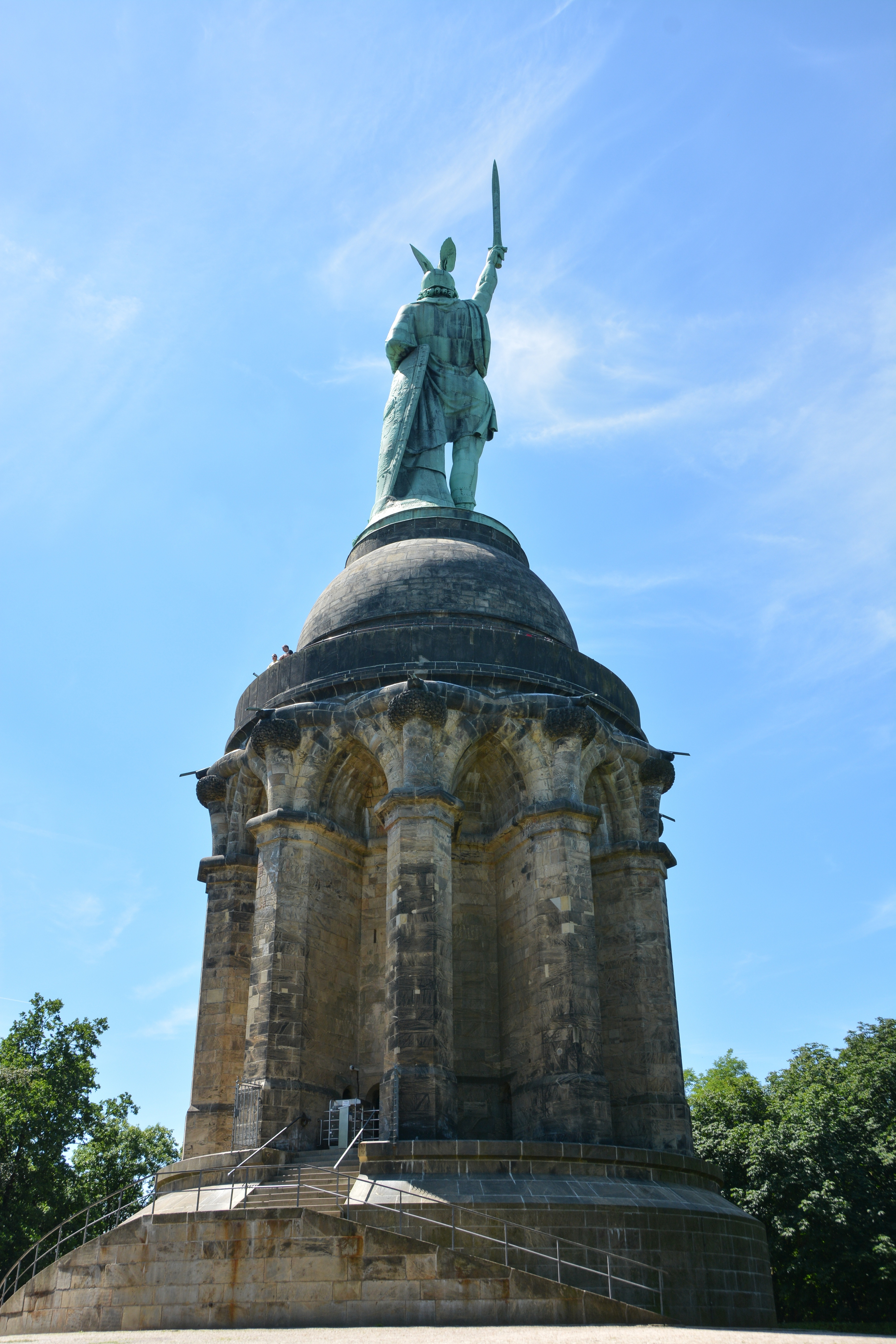
Rückansicht mit Denkmalseingang und Touristen auf dem Umlaufbereich des Sockels, 2016

Das vom Landesverband Lippe unterhaltene Hermannsdenkmal ist eine der bekanntesten deutschen Sehenswürdigkeiten. Es ist Ziel von jährlich mehreren hunderttausend Besuchern. Ebenso bekannt sind die benachbarten Externsteine, die häufig in Kombination am selben Tag besichtigt werden.
Der Umlaufbereich auf dem Sandsteinsockel des Denkmals kann gegen Eintrittsgeld bestiegen werden. Von dort kann man eine 360°-Aussicht genießen. So blickt man über die Berglandschaft des Naturparks Teutoburger Wald / Eggegebirge, aber beispielsweise auch bis zum Habichtswald bei Kassel und zum südostlippischen Köterberg bei Höxter. Die Figur selbst kann zwar im Inneren über Stahlleitern bestiegen werden, ist aber für die Öffentlichkeit geschlossen. Hierzu gibt es die Legende, dass einmal jemand aus einem Nasenloch gefallen sei und daraufhin die Figur für Besucher gesperrt wurde, was aber nicht möglich ist, da die Nasenlöcher nur wenige Zentimeter groß sind.
Wanderer erreichen das Hermannsdenkmal von Norden her kommend über den Hermannsweg und von Süden über den Eggeweg. Mit dem Auto kann man bis zum Parkplatz am Denkmal fahren: Über die B 1 und die B 239 und zum Schluss über kleinere Nebenstraßen ist es durch gute Ausschilderung – Touristische Ziele und Hermannsdenkmal – einfach zu erreichen.
Das Hermannsdenkmal ist Startort des jährlich im April ausgetragenen Hermannslaufs, der über den Hermannsweg auf einer Länge von rund 31 Kilometern bis zur Sparrenburg in Bielefeld führt und an dem etwa 7000 Läufer teilnehmen. Auch sonst ist das Hermannsdenkmal wichtiger Werbefaktor der Region. Um die Besucherzahlen zu verbessern, entstand im Frühjahr 1999 die Idee, den Hermann einzukleiden. Am 16. Juli 1999 legten die Initiatoren mit Hilfe eines Hubsteigekrans der Hermannsfigur ein riesiges, aus 130 m² Stoff gefertigtes blau-weißes Trikot des Fußballvereins Arminia Bielefeld an. Für diese Aktion erhielten sie 2001 den Eintrag in das Guinness-Buch der Rekorde.
Das Denkmal wurde spätestens mit dem Bahnanschluss Detmolds 1881 zu einem populären Ausflugsort. In den 1950er Jahren war es in Westdeutschland ein beliebtes Tagesausflugsziel, so dass die jährlichen Besucherzahlen teilweise die Millionengrenze überschritten. Nach einem kurzen Aufschwung direkt nach der Deutschen Wiedervereinigung 1989/90 gehen die Besucherzahlen seit Mitte der 1990er Jahre zurück. Inzwischen rechnet man mit rund 500.000 Besuchern jährlich. Damit zählt das Denkmal weiterhin bundesweit zu den meistbesuchten Denkmälern seiner Art.
Seit 2008 gehört das Hermannsdenkmal zur Straße der Monumente, einem auf Initiative des Stadtgeschichtlichen Museums Leipzig gegründeten Netzwerk deutscher Denkmale und Erinnerungsorte. Ziel des Netzwerks ist es „die Erinnerungsorte als einstige Brennpunkte der Vergangenheit enger zu vernetzen und über gemeinsame Marketingmaßnahmen als Gesamtheit stärker erfahrbar zu machen.“
Seit 2009 finden regelmäßig Veranstaltungen auf der Waldbühne am Hermannsdenkmal statt, wie Comedy- und Musikveranstaltungen. Das Mondscheinkino wird alljährlich im Juli und August über mehrere Wochen auf der Waldbühne veranstaltet. Es ist mit 999 Plätzen das größte Freiluftkino Ostwestfalens.
Seit einigen Jahren wird im Frühjahr das Denkmal farbig beleuchtet, und passend dazu findet eine Lasershow mit jährlich wechselnden Themen statt.
Im Jahr 2024 wurde das Besucherzentrum Hermanneum am Denkmal eingeweiht.

## Weitere Hermannsdenkmäler

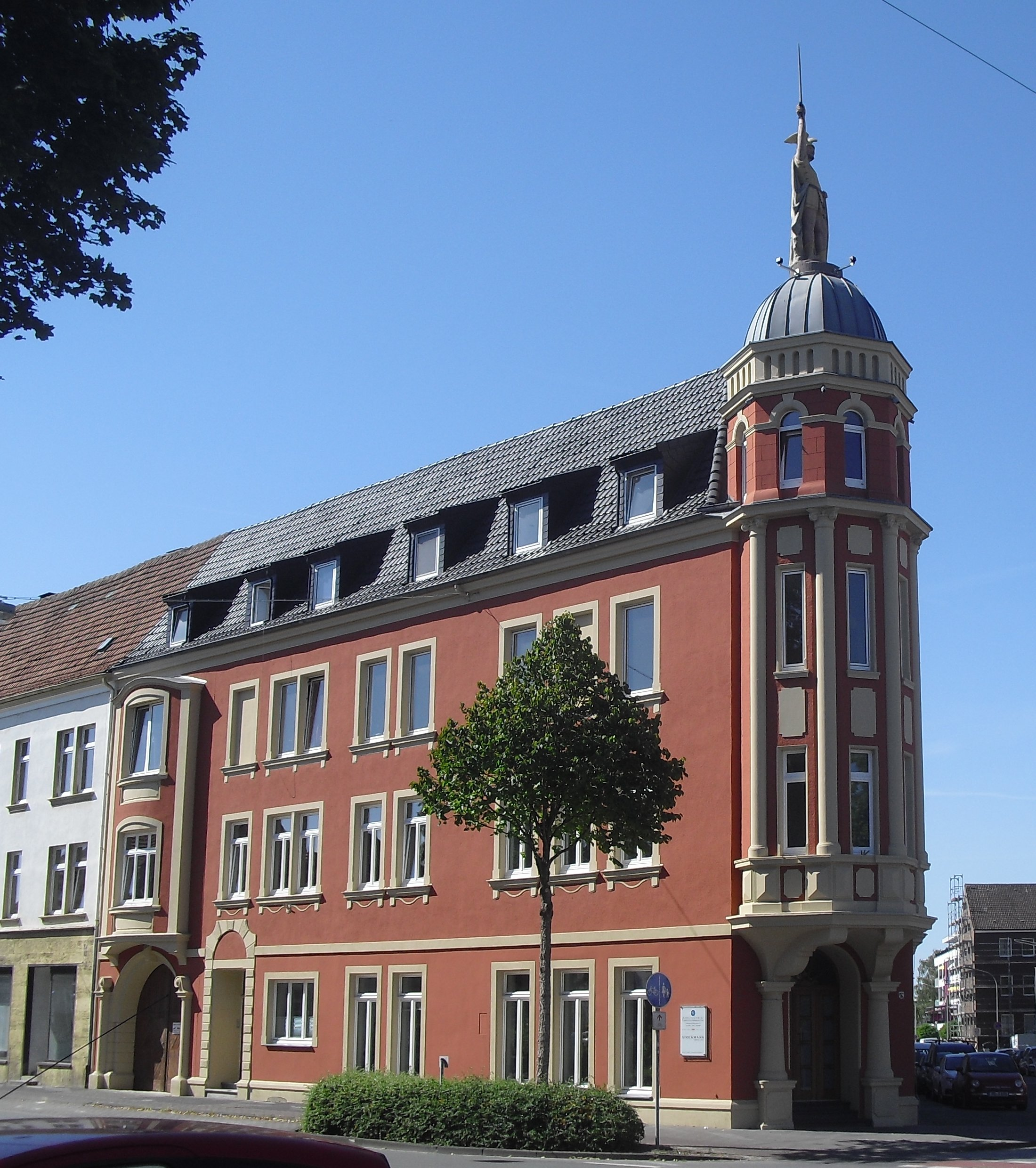
Paderborner Hermann in der Detmolder Straße

Weniger bekannt ist der „kleine Bruder“ des Detmolder Hermannsdenkmals, das „Hermann Heights Monument“ in New-Ulm (Minnesota), das Ende des 19. Jahrhunderts auf Initiative deutscher Auswanderer errichtet wurde. Es handelt sich zwar nicht um eine exakte Kopie des Bandelschen Denkmals, aber um eine ähnliche Konzeption bestehend aus einem runden Unterbau mit Figur. Das Denkmal ist mit 31 Meter Höhe erheblich kleiner als das Detmolder Denkmal und kann ebenfalls bis zur Galerie bestiegen werden. Im Jahr 1897 eingeweiht, konnte das Denkmal 1997 seinen hundertsten Geburtstag feiern. An dem großen Volksfest nahm auch eine Delegation aus Lippe teil. Zuvor war das Denkmal, das den Namen „Hermann on the Prairie“ trägt, im Jahr 1973 in das US-amerikanische National Register of Historic Places aufgenommen worden.
Seit 2009 gibt es in der amerikanischen Kleinstadt Hermann (Missouri) ebenfalls ein Hermannsdenkmal. Eine kleine Hermannsfigur steht seit 1909 nur rund 25 km vom großen Denkmal entfernt auf dem Dach eines Jugendstilhauses im katholisch geprägten Paderborn an der Detmolder Straße. Diese kleinere Figur blickt nicht nach Westen, sondern nach Nordosten in Richtung des Originals bei Detmold und stellt einen Kontrapunkt gegen dessen teilweise antikatholische Interpretation dar.
Eine kleinere Version des Denkmals befindet sich im Miniatur-Wunderland in Hamburg. Es befindet sich im dortigen Örtchen Hermannsdorf.
Ein exakt im Maßstab 1 zu 87 angefertigtes Hermannsdenkmal hat die Modellbundesbahn in Brakel gebaut.

## In der Fiktion
Im Film Crash 2030 – Ermittlungsprotokoll einer Katastrophe wird das Hermannsdenkmal am 6. August 2030 durch einen Waldbrand zerstört.